# Lena Bergman
Pour les articles homonymes, voir Bergman.
Lena Ingmarie Bergman, née le 21 décembre 1943 à Stockholm, est une actrice suédoise.

## Biographie
Lena Bergman est la fille du réalisateur Ingmar Bergman et de la chorégraphe Else Fisher (en) et demi-sœur d'Eva Bergman (en), Jan (sv), Mats Bergman, Anna, Ingmar Jr Bergman, Daniel Bergman, Linn Ullmann et Maria von Rosen.
Dans sa jeunesse, elle est apparue dans trois films réalisés par son père.
Adulte, elle travaille à l'Office national de la Santé (sv) et à l'Institut de la santé publique. Dans les années 1990, elle fonde un magazine pour les jeunes.
Lena Bergman vit à Stockholm.

## Filmographie
- 1957 : Le Septième Sceau : jeune femme agenouillée pour les flagellants (non créditée)
- 1957 : Les Fraises sauvages : Kristina Borg
- 1972 : Cris et Chuchotements : Marie enfant
- 1974 : Scènes de la vie conjugale : Karin (mini-série télévisée, épisode 1 : Oskuld och panik) (non créditée)